# Rescued from an Eagle's Nest
Rescued from an Eagle's Nest é um curta-metragem de drama mudo norte-americano de 1908, dirigido por J. Searle Dawley.
Cópia do filme é preservada no Museu de Arte Moderna, Nova Iorque.

## Elenco
- D. W. Griffith – Pai
- Henry B. Walthall – Lenhador (creditado como H. B. Walthall)
- Miss Earle
- Jinnie Frazer – Bebê